# Ficus crassinervia
El jagüey macho de Cuba (Ficus crassinervia) es una planta de la familia Moraceae. 

## Taxonomía
Ficus crassinervia fue propuesta por René Louiche Desfontaines y publicada por Carl Ludwig Willdenow en Species Plantarum (4)2: 1138. 1806.
Etimología
Ficus: nombre genérico que se deriva del nombre dado en latín al higo.
crassinervia: epíteto que significa nervios gruesos.
Sinonimia
- Ficus belizensis Lundell
- Ficus berteroi Warb.
- Ficus eggersii Warb.
- Ficus ekmanii Rossberg
- Ficus lacandonensis Lundell
- Ficus mamillifera Warb.
- Ficus mamillifera var. hirsuta Fawc. & Rendle
- Ficus ovalis (Liebm.) Miq.
- Ficus stahlii Warb.
- Urostigma crassinervium (Desf. ex Willd.) Miq.
- Urostigma ovale Liebm.[4]